# Camille Thomas
Pour les articles homonymes, voir Thomas.
Camille Thomas, née le 29 mai 1988 à Paris, est une violoncelliste franco-belge.

## Biographie
Camille Thomas commence l'étude du violoncelle à 4 ans. Elle intègre à l'âge de 10 ans la classe de Marcel Bardon au Conservatoire national de région de Paris, où elle obtient à 16 ans son premier prix de violoncelle à l'unanimité du jury. Elle étudie ensuite avec Philippe Muller à l'école nationale de musique d'Aulnay-sous-Bois avant de partir se perfectionner en Allemagne auprès de Stephan Forck puis de Frans Helmerson à la Hochschule für Musik Hanns Eisler de Berlin et enfin auprès de Wolfgang-Emmanuel Schmidt à la Hochschule für Musik Franz Liszt de Weimar. Participant à de nombreuses classes de maître, elle a bénéficié des conseils de plusieurs grands maîtres, parmi lesquels David Geringas, Steven Isserlis, Wolfgang Boetticher, Natalia Shakovskaya, Ralph Kirschbaum, Boris Baraz et Tabea Zimmermann.
Avant même d’achever sa formation musicale, elle débute dans des salles prestigieuses comme Bozar à Bruxelles, le Théâtre des Champs-Élysées à Paris, le Victoria Hall à Genève et elle est immédiatement invitée à revenir.
Depuis Camille Thomas est régulièrement invitée des plus grandes salles d’Europe, d’Asie et d’Amérique et collabore régulièrement avec des chefs tels que Mikko Franck, Paavo Jarvi, Kent Nagano, Stéphane Denève, Alondra de la Parra, Jun Märkl, Kazuki Yamada, Duncan Ward et des orchestres comme la Kammerphilharmonie Bremen, l’Orchestre Philharmonique de Radio France, la Camerata Salzburg, l’Accademia Santa Cecilia, le Brussels Philharmonic...
Remarquée et invitée par Seiji Ozawa et Steven Isserlis à se produire dans leurs festivals,, Camille Thomas a joué dans de nombreux pays d'Europe, en particulier à la salle Gaveau, au Victoria Hall de Genève, au Palais des beaux-arts de Bruxelles, au Jerusalem Music Center et au Konzerthaus de Berlin. Elle est invitée à se produire dans différents festivals (festival Pablo Casals, de Prades, Festival de Strasbourg, Encuentro de Musica de Santander, Amsterdam Cello Biennale...).
Le 3 avril 2018, elle crée le concerto pour violoncelle Never give up de Fazil Say (2017) au Théâtre des Champs Élysées à Paris avec l'Orchestre de chambre de Paris.
Depuis 2019, Camille Thomas joue sur le violoncelle Feuermann Stradivarius de 1730 sur prêt de la Nippon Music Foundation.

## Prix et récompenses
Elle remporte de nombreux prix de concours nationaux et internationaux comme le concours Léopold Bellan à Paris, celui d’Edmond Baert à Bruxelles et enfin le 7e Concours international Antonio Janigro en Croatie. Elle a également été nommée parmi la liste des « 30 under 30 » de Forbes.
En 2010 elle remporte un grand nombre de distinctions : nommée Révélation classique de l’ADAMI, elle devient également lauréate de la Fondation de la Vocation Bleustein-Blanchet, la Yamaha Music Foundation of Europe, la DAAD, Villa Musica, LiveMusicNow, la « Carl-Flesch Akademie » ou encore la Sinfonima Stiftung de Mannheim. Enfin elle obtient Prix Berthier de l'AMOPA, l'ordre des palmes académiques. Elle est lauréate de la Fondation Banque Populaire en 2012.
Son premier disque, A Century of Russian Colours (anglais, « Un siècle de couleurs russes »), avec la pianiste suisse Beatrice Berrut consacré à la musique russe du XXe siècle est sorti en mai 2013 (label Fuga Libera) et a reçu les éloges de la presse internationale.
En 2014, elle est nommée dans la catégorie Révélation Soliste instrumental des Victoires de la musique classique puis choisie par la radio Musiq'3 - RTBF pour représenter la Belgique au Concours de l’Union européenne de radio-télévision (UER) où elle remporte le 1er Prix et est nommée « New Talent of the Year ». 
En 2015, Rolando Villazon l'invite dans son émission sur ARTE « Les Stars de Demain ».
En 2016, elle sort son deuxième album, Réminiscences, paru chez la Dolce Volta. Le disque imagine un récital en début XXe siècle, mettant en vedette la transcription au violoncelle de la sonate pour violon et piano de Franck ainsi que la sonate pour violoncelle seul de Ysaÿe, les rapprochant de pièces par Fauré et Duparc. Le disque a remporté un CHOC de Classica et un ECHO KASSIK PREIS.
En 2017, elle signe un contrat international d'artiste exclusif chez Deutsche Grammophon, devenant la première femme violoncelliste à signer pour la prestigieuse maison de disques,. Son premier enregistrement pour le label jaune est paru en octobre 2017 et comprend des œuvres de Saint-Saëns et Offenbach avec l'Orchestre de Lille dirigé par Alexandre Bloch.
Voice of Hope, son deuxième disque Deutsche Grammophon enregistré avec le Brussels Philharmonic et les chefs Mathieu Herzog et Stéphane Denève est paru en juin 2020. C’est le premier disque de musique classique enregistré en partenariat avec l’UNICEF, reflet de l’engagement social de la violoncelliste.
Elle joue le rôle d'une violoncelliste dans le film Un baiser papillon de Karine Silla-Perez et y interprète des concertos de Vivaldi accompagnée de l’orchestre des Solistes Français.
Camille Thomas a joué un violoncelle de Ferdinand Gagliano datant de 1788, le « Château Pape Clément », mis à sa disposition par Bernard Magrez. Depuis le 24 septembre 2019, elle joue le « De Munck-Feuermann », un violoncelle par Stradivari datant de 1730, mis à sa disposition par la fondation de musique Nippon.

## Enregistrements
- 2017 Saint-Saëns, Offenbach avec l'Orchestre National de Lille. Deutsche Grammophon.
- 2020 Voice of Hope  avec le Philhamonique de Bruxelles. Deutsche Grammophon
- 2023 The Chopin Project : Trilogy 3CD, Deutsche Grammophon[26]